# Montañas de Hierro
En el universo imaginario de J. R. R. Tolkien las Montañas de Hierro son una poderosa y fría cadena montañosa que se extiende, haciendo una curva, de este a oeste a lo largo de toda la frontera septentrional de la Tierra Media.
Fueron levantadas por Melkor durante las Edades de las Lámparas, con el objetivo de otorgar una barrera de protección a la fortaleza de Utumno, que se encontraba en las regiones orientales de esta cordillera. También defendían Angband, que fue construido durante las Edades de la Oscuridad y que se hallaba al oeste, sobre el centro de las montañas mismas. El volcán de tres bocas, Thangorodrim, se encontraba en las faldas de la misma, separado de Dorthonion por Dor Daedeloth.
Al final de la Primera Edad del Sol, las Montañas de Hierro fueron arrasadas en la Guerra de la Cólera y, junto con Angband y el volcán, fueron destruidas y se hundieron en el mar.

## Etimología
El nombre en sindarin es Ered Engrin, compuesto por ered, plural de orot, que significa «montañas», y engrin, plural de angren, que significa «hierro».
- Datos: Q2512113